# フォーバルテレコム
株式会社フォーバルテレコム（Forval Telecom, Inc.）は、東京都港区に本社を置くIP電話などの通信サービスを提供している企業である。親会社は株式会社フォーバル。伝送網を有しない電気通信事業者（旧・一般および特別第二種電気通信事業者）。加えて、小売電気事業者。

## 概要
電話機やOA機器の販売を手掛けるフォーバルグループで通信事業を展開。
電気通信事業者から回線を仕入れてエンドユーザーに再販する回線リセーラー（再販業者）であり、ターゲットは中小企業。もっとも、単に回線を再販するだけでなく、一般番号ポータビリティー（従来と同じ電話番号での使用が可能）や携帯電話への発番通知等、独自のサービスを付加している。また、同社のサービスを利用すれば、国内電話、国際電話、インターネット等の請求が一本化される（ワンビリングサービス）ため、ユーザー企業は事務処理を簡素化する事ができる。2018年には、小売電気事業者としても登録を受けた。

## 沿革
- 1995年（平成7年）
  - 4月 - フォーバル・インターナショナル・テレコミュニケーションズ株式会社として設立。
  - 5月 - 一般第二種電気通信事業者として届出。
  - 6月 -「fitコール」を商標登録。
- 1996年（平成8年）8月 - 特別第二種電気通信事業者として登録。
- 1998年（平成10年）8月 - 株式会社フォーバルテレコムに商号変更。
- 1999年（平成11年）10月 - インターネットサービス「fit接続サービス」を開始。
- 2000年（平成12年）
  - 2月 - インターネットサービス「fitホスティングサービス」を開始
  - 9月 - インターネットサービスと音声サービスを組み合せた「iパックサービス」を開始。
  - 11月28日 - 東京証券取引所マザーズ市場に上場。
- 2002年（平成14年）
  - 2月 - ソフトバンクグループのビー・ビー・テクノロジー株式会社（現・ソフトバンク株式会社）とビー・ビー・コミュニケーションズ株式会社を設立。
  - 4月 - 法人向けVoIPおよびADSLサービス「BBフォン」、業界初課金2分5.5円の市内電話「55フォンサービス」を開始。
- 2003年（平成15年）
  - 10月 - 法人向け光ファイバー対応IP電話サービス「FTフォンサービス」を開始。
  - 11月 - インターネットサービス「fit webチェンジサービス」を開始。
- 2004年（平成16年）
  - 1月 - インターネットサービス「fit de Mailサービス」「fit ワークトランクサービス」「ブロードバンド・ガレージサービス」を開始。
  - 5月 - FTフォン利用明細をウェブで確認できる「e-bill」サービスを開始。
  - 9月 - インターネットサービス「Very Card（ネット電報）サービス」を開始。
  - 10月 - 持分法適用関連会社であったビー・ビー・コミュニケーションズ株式会社を特定子会社化。
  - 11月 - オン・デマンド印刷業の株式会社トライ・エックスを子会社化。
- 2005年（平成17年）5月 - 株式分割（1株→3株）を実施。
- 2006年（平成18年）
  - 2月 - プライバシーマーク認定取得。
  - 7月 - 株式会社トライ・エックスが特注ファイル・バインダー製造販売業の株式会社新英を子会社化。
  - 10月 - 株式分割（1株→2株）を実施。
- 2007年（平成19年）
  - 4月 - 法人向け生損保販売業・経営支援コンサルティング業のグローバル・ワン株式会社及びケイ・ワイズファクトリー株式会社を子会社化。
  - 10月 - グローバル・ワン株式会社とケイ・ワイズファクトリー株式会社が合併し、株式会社FISソリューションズに商号変更
- 2008年（平成20年）
  - 3月 - ビー・ビー・コミュニケーションズ株式会社の株式（85.0%）を親会社である株式会社フォーバルに譲渡。
  - 4月 - 株式会社トライ・エックスがタクトシステム株式会社を子会社化
  - 10月 - 光通信グループの株式会社アイ・イーグループと株式会社ホワイトビジネスイニシアティブを設立（持分法適用関連会社）。
- 2010年（平成22年）10月 - スマートフォンを利用したFMCサービス「ツーウェイスマート」を開始
- 2011年（平成23年）
  - 3月 - 株式会社FISソリューションズが株式会社保険ステーションに商号変更。同時に通信機器・サービス販売事業を譲渡し（新）株式会社FISソリューションズを設立
  - 4月 -「スマートひかり」「アイスマート」「スマートセンター」を開始
- 2012年（平成24年）12月 - 株式会社新英を吸収合併
- 2014年（平成26年）8月 - 市場選択により東京証券取引所第二部に市場変更。
- 2015年（平成27年）2月 - 光コラボレーションサービス「iSmartひかり」を開始
- 2018年（平成30年）2月 - 小売電気事業者として登録。
  - 2月 - 小売電気事業者として登録。
  - 3月 - 持分法適用関連会社であった株式会社ホワイトビジネスイニシアティブを子会社化。
  - 5月 - 小売電気事業者として電力サービス「Elenova」を供給開始。
  - 9月 - 子会社である株式会社ホワイトビジネスイニシアティブを吸収合併。
  - 12月 - タクトシステム株式会社が、株式会社オープンエンドを子会社化。
- 2019年（平成31年/令和元年）10月 - タクトシステム株式会社が、株式会社オープンエンドを吸収合併。
- 2021年（令和3年）4月 - 株式会社トライ・エックスの広島事業部を譲渡。
  - ４月- iSmartひかり専用法人向けIP電話サービス「CooVo」を開始。

- 2022年（令和4年）4月 - 東京証券取引所スタンダード市場に移行（4月4日）。
- 2023年（令和5年）9月 - インボイス制度対応のWeb請求書発行システム「超かんたん請求」をリリース。
- 2025年（令和7年）4月 - 株式会社FISソリューションズ  株式（100.0％）を親会社、株式会社フォーバルに譲渡。
- 2025年（令和7年）5月 - 株式会社トライ・エックス」 株式（100.0％）を親会社、株式会社フォーバルに譲渡

## 事業内容
事業は、「FTフォン」等の法人向けVoIPサービス（高速ブロードバンド回線を利用した電話やインターネット接続サービス）や法人向け国際電話・市内外電話サービス、及び関連する情報通信機器販売等のIP&Mobileソリューションビジネス、登録小売電気事業者として法人顧客に電力サービス「Elenova」を提供しているユーティリティ・ビジネス

## 子会社
- タクトシステム株式会社
- 株式会社保険ステーション